# تب (فیلم ۲۰۰۴)
«تب» (انگلیسی: The Fever (2004 film)) فیلمی در ژانر درام است که در سال ۲۰۰۴ منتشر شد. از بازیگران آن می‌توان به ونسا ردگریو و مایکل مور اشاره کرد.